# 魏博
魏博，唐朝地名。“魏博”一词原为魏博节度使简称，代指魏博地区。《元和郡县图志》载魏博节度使所辖州六：魏州、相州、博州、卫州、贝州、澶州。县四十三。治所在魏州（今河北省邯郸市大名县东北）。所在地区地处河北南部、黄河以北，西依太行，东南靠黄河，南为河南。
明代王夫之言，魏博者，天下强悍之区。认为汉光武自用河北之兵以平寇乱，遂屯兵黎阳，定为永制，而东汉以强。认为其民习于强而以弱为耻。唐藩镇时代，河北三镇倚魏博之强而存在。黄巢横行天下，却从未侧目河北。

## 历史
春秋时，齐晋角逐于此。及战国之季，魏国于此拒赵、抗齐。自秦国之后，魏博地区的黎阳、白马之险，甲于天下。刘邦、项羽之胜负，于此而分。袁绍、曹操之成败，再此而决。西晋末、五胡、北魏、东魏，魏博地区皆是南北交通要津。隋末，武阳郡丞元宝藏以郡降李密，请改为魏州，又请西区魏郡。李密从之，而军声振于河北。窦建德及刘黑闼皆有问鼎中原之志，而都争魏州以临黄河。
唐朝得魏州，亦视为重镇，唐武德四年復爲魏州置總管府，尋改爲都督府。貞觀初年省。龍朔初年，改爲冀州又爲大都督府，督貝、德、相、棣、滄等州。咸亨中，復故。天寶初年，魏郡治元城縣。乾元初（758年），時值安史之乱末期，復于魏州尋置魏博節度，亦曰天雄軍。田承嗣为魏博节度使。田氏的魏博，成为不服从朝廷的河朔三镇之一。
安史之乱后，魏博节镇成藩镇首藩，势力强大不听唐朝政府。唐德宗建中三年（782年），田悦反叛朝廷称魏王，改魏州为大名府。朱温据有汴州，倚魏州为肩背。後魏州为李存勖所得，而后梁灭。其后李存勖在魏州称帝；其后魏州兵變，李嗣源因魏州士卒擁戴而得大寶。后周郭威時，又复自邺都南向，后汉政权因而徙鼎。至宋朝，魏州成为中原政权镇抚河北、对抗契丹的重镇，宋建陪都于魏州。

## 辖区
- 魏州（治今河北大名县）
- 博州（治今山东聊城市）
- 相州（治今河南安阳市）
- 贝州（治今河北清河县）
- 卫州（治今河南辉县市）
- 澶州（治今河南濮阳市）

### 短期管辖
- 瀛州（治今河北河间市）
- 沧州（治今河北沧州市）
- 德州（治今山东陵县）
- 洺州（治今河北邯郸市永年区）